# Ricardo Alexandre dos Santos
Ricardo Alexandre dos Santos (vzdevek Ricardinho), brazilski nogometaš, * 24. junij 1976, Passos, Brazilija.
Za brazilsko reprezentanco je odigral tri uradne tekme.